# Собор Рождества Христова (Владимир)
Собор Рождества Христова (ранее — Костёл Послания апостолов) (укр. Собор Різдва Христового) — памятник архитектуры национального значения в стиле позднего барокко во Владимире Волынской области.

## История
В 1718 году волынская каштелянка Ядвига Загоровская отправляет в город миссию иезуитов. В 1755 году Слонимский староста Игнаций Садовский закладывает иезуитский костёл, строительство которого продолжалось 15 лет. Проект костёла принадлежит иезуитскому архитектору Михалу Радзиминскому (по другим источникам — Павлу Гижицкому). В 1762 году миссия получила статус монастыря. В 1770 году костёл был освящён. В 1773 году папа Климент XIV издал бреве Dominus ac Redemptor, которым отменил орден иезуитов, а все учреждения ордена на территории Речи Посполитой закрыл. В 1782 году Эдукационная комиссия Речи Посполитой передала костёл и монастырь греко-католическому ордену василиан, а в 1840 году в результате перевода ордена в православие, монастырь стал православным (мужским). Интерьер храма перестраивается под нужды православной церкви.
С 1891 года храм был резиденцией владимирских православных епископов. В 1921 году после присоединения Волыни к Польше, костёл снова передают Римско-католический церкви. Костёл становится приходским. В тот период был сделан ремонт, имевший целью восстановления первоначального облика храма, были восстановлены, в частности, круглые оконные проёмы южной боковой стены костела. Римско-католический приход в костеле действовала до 1945 года.
Во время Великой Отечественной войны взрывом бомбы была повреждена северная ризница и Пресвитерий. После войны приход был ликвидирован, а костёл взят под охрану как памятник архитектуры. С 1983 года начаты ремонтно-реставрационные работы. В 1991 году храм был передан православной общине.

## Архитектура
Собор представляет собой однонефный храм, построенный в плане прямоугольника с коротким трансептом, полукруглым пресвитерием и двумя ризницами. Оригинальный вогнутый фасад фланкованый двумя трёхъярусными восьмисторонними башнями. Западный главный фасад на уровне второго яруса декорирован пилястрами с лепными капителями коринфского ордена, карнизом и полуциркульными нишами, в которых когда-то, вероятно, стояли скульптуры святых. Окна южного и северного фасадов на первом ярусе круглые, на втором ярусе оконные проёмы имеют лучковые завершения, оформлены окна лепными наличниками, повторяющие форму проёмов. Нартекс перекрыт плоским потолком, неф костела имеет полуциркульные своды с подпружными арками, опирающимися на полуколонны на стенах. В целом архитектура костела иезуитов по качеству строительных работ, архитектурного декора и проекта сооружения — одна из самых оригинальных и совершенных памятников эпохи позднего барокко на Волыни.

## Галерея

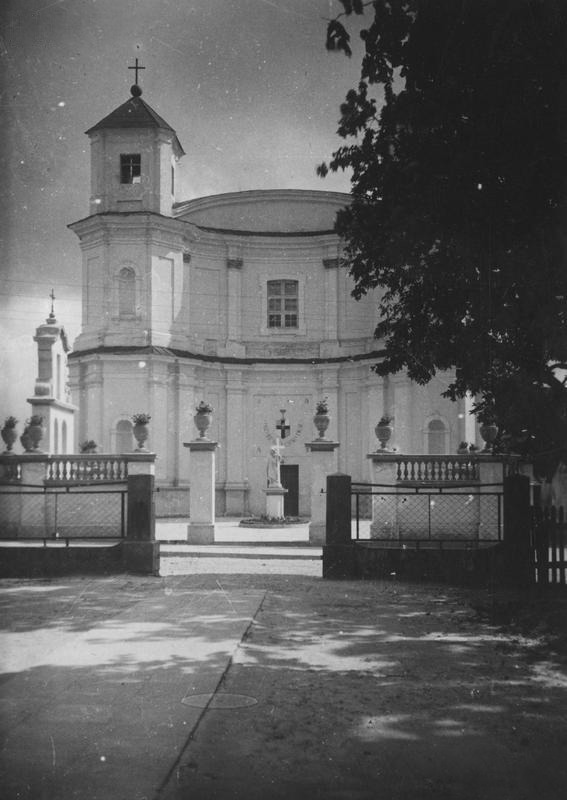
Костёл послания апостолов. 1932 год.
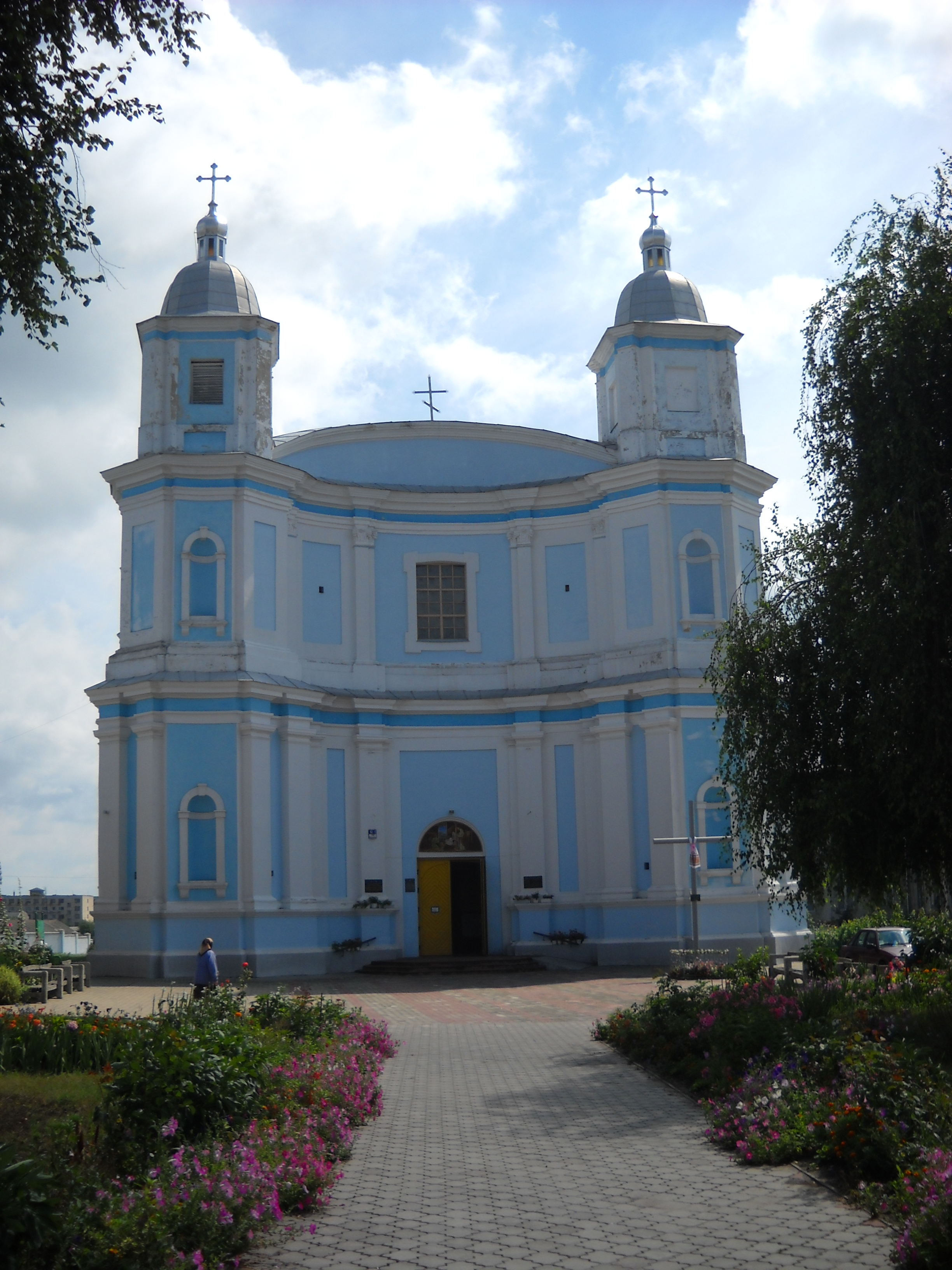
Храм с западной стороны. 2010 год.
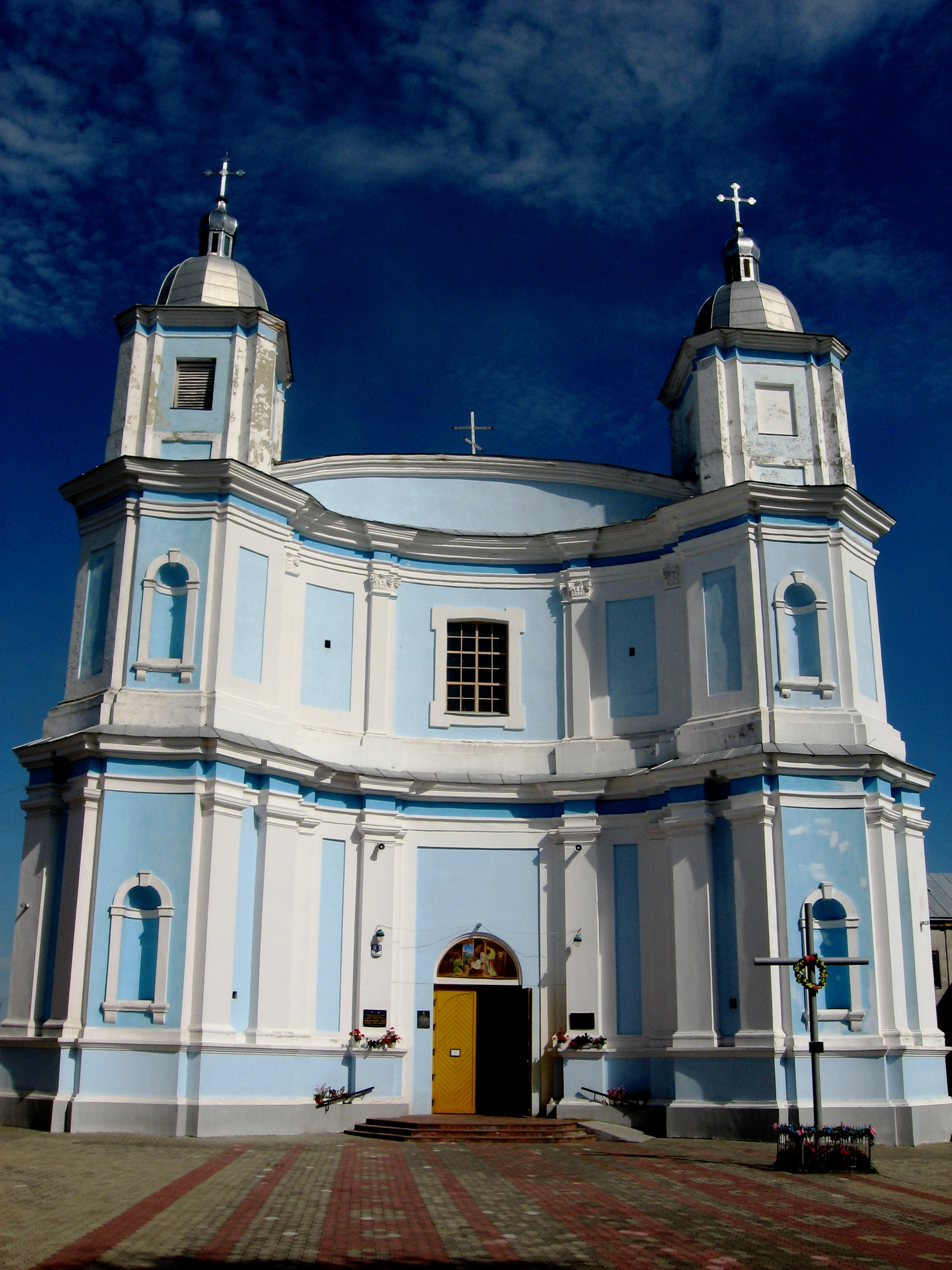
Центральный фасад
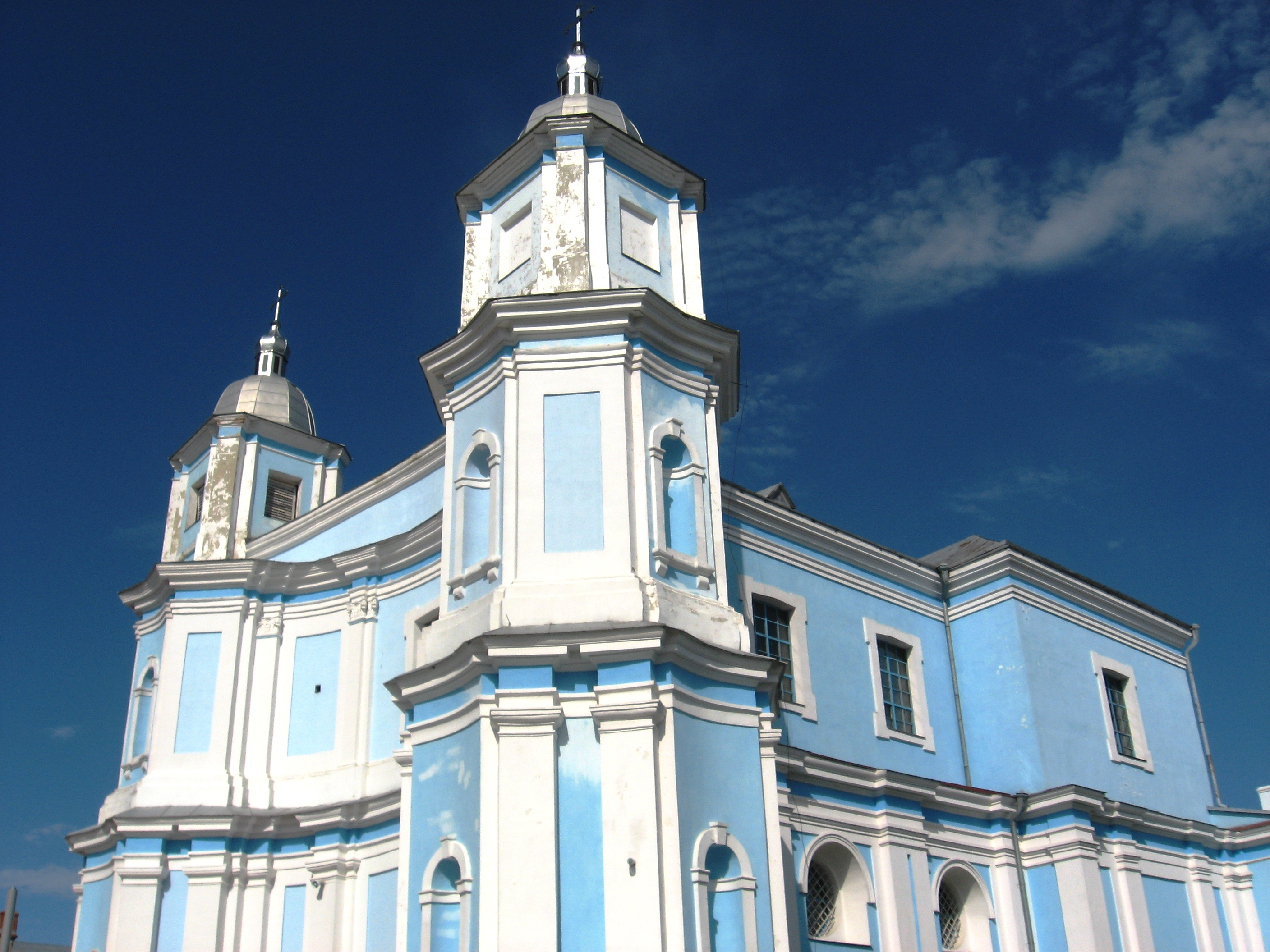
Собор с юго-западной стороны
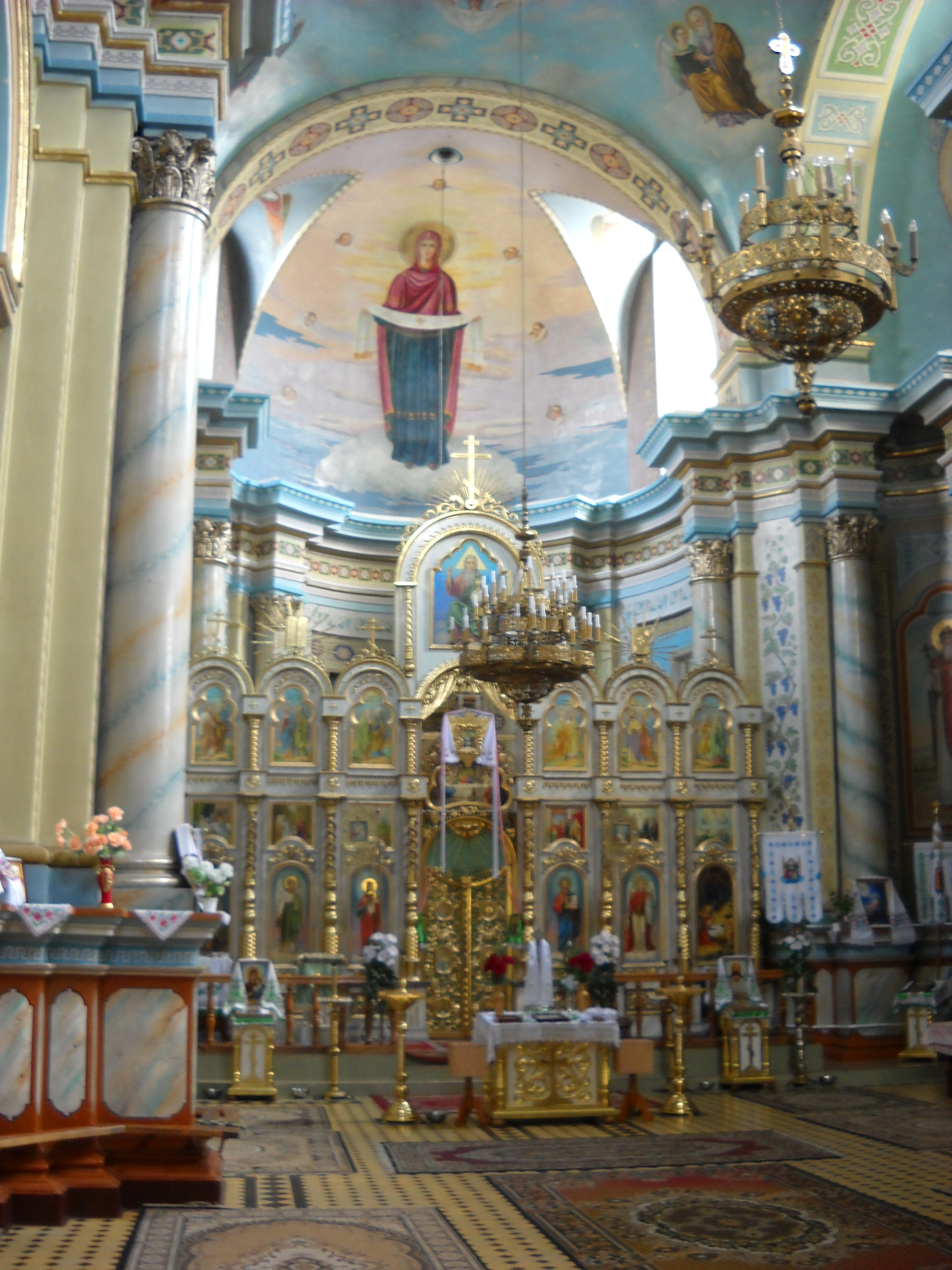
Интерьер храма
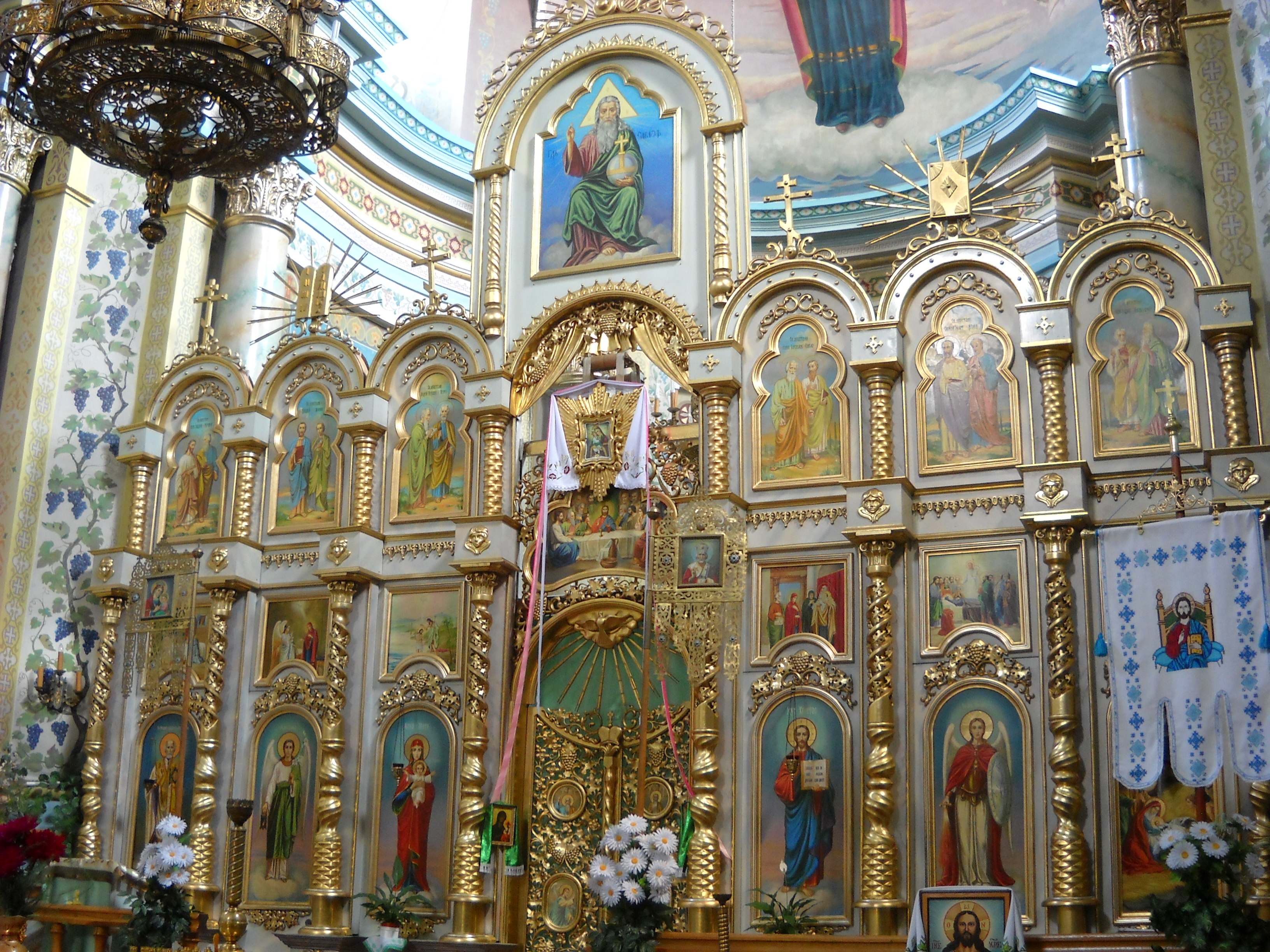
Иконостас
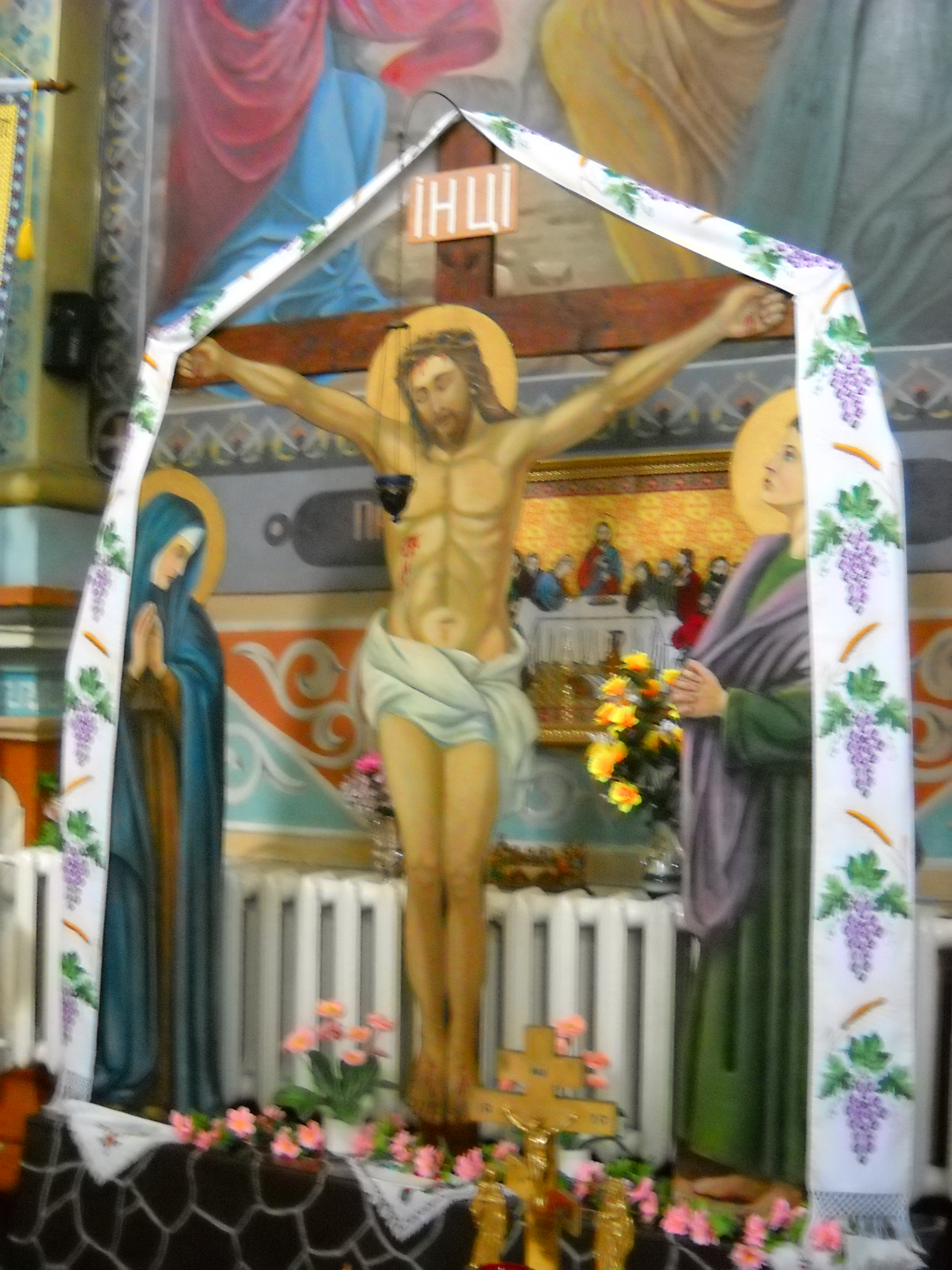
Крест-Голгофа